# اکادمیجا، کداینایا
اکادمیجا، کداینایا (به لاتین: Akademija, Kėdainiai) یک منطقهٔ مسکونی در لیتوانی است که در Kėdainiai district municipality واقع شده‌است.

## خصوصیات
اکادمیجا ۸۷۳ نفر جمعیت دارد.